# Colias diva
Colias diva är en fjärilsart som beskrevs av Grum-grshimailo 1891. Colias diva ingår i släktet Colias och familjen vitfjärilar. Inga underarter finns listade i Catalogue of Life.

## Bildgalleri

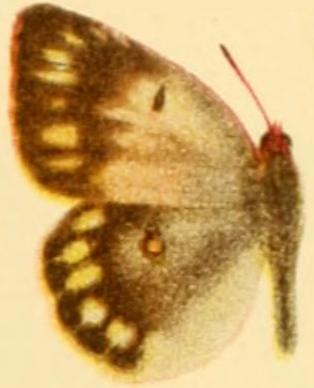